# 統一世界ヘビー級王座

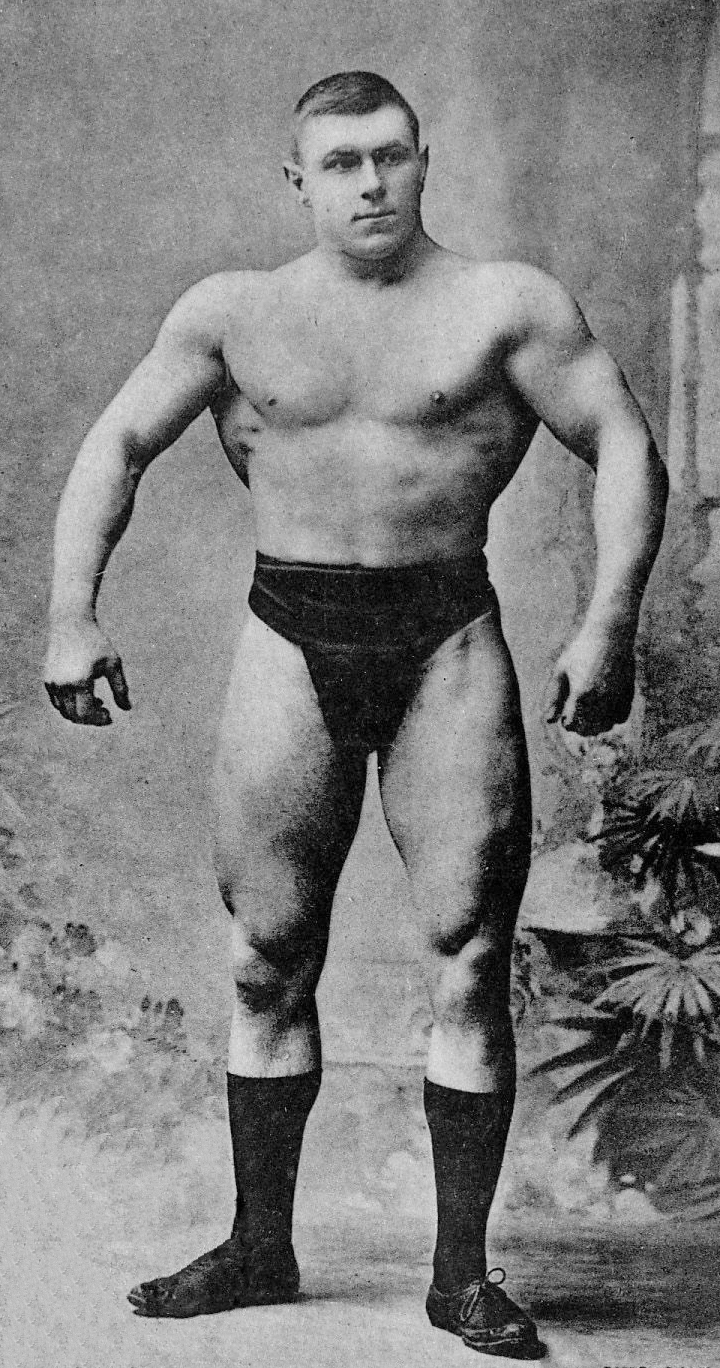
世界で最初の世界王者になったジョージ・ハッケンシュミット。

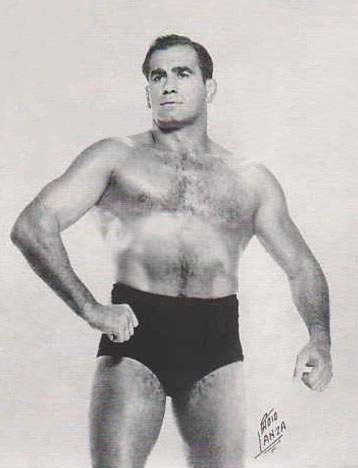
最後の王者になったルー・テーズ。

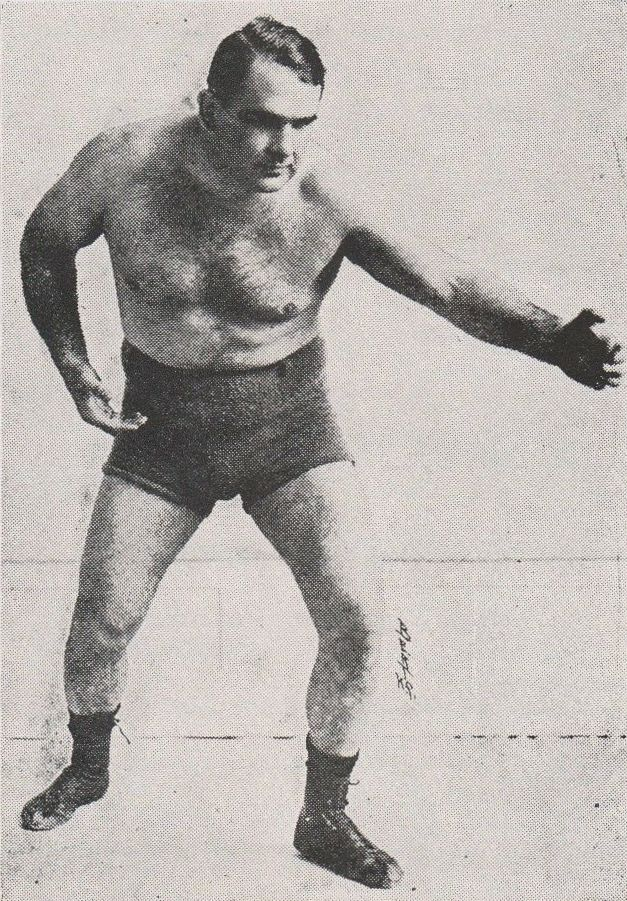
王座最多獲得と王者最長君臨記録を持っていたエド・ルイス。

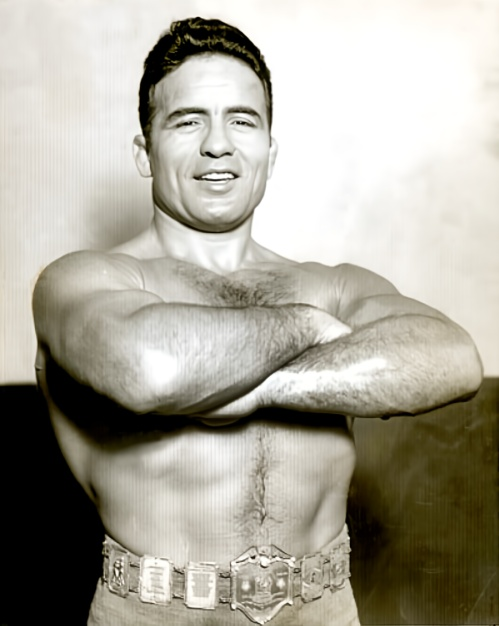
王座保持期間が最も長かったジム・ロンドス。

統一世界ヘビー級王座（とういつせかいヘビーきゅうおうざ、The World Heavyweight Championship）は、1905年5月4日に創設された最初のプロレスとキャッチ・アズ・キャッチ・キャンの王座。当時は世界最高峰の選手権者の称号であった。
王座戦は1948年にNational Wrestling Alliance（全米レスリング同盟）が結成されるまで、さまざまなプロモーションの間で行われていた。その後、王座の系譜は決して直系ではないのであるが、NWA世界ヘビー級王座の歴代王者としてNWAによって認識されていく。
世界ヘビー級王者として最初に認定されたのはジョージ・ハッケンシュミットである。ハッケンシュミットはヨーロッパからの世界王者として、1905年5月4日にニューヨーク州ニューヨークでアメリカ王者のトム・ジェンキンスを破って世界王座を統一。
世界王座は51年にわたり繰り広げられたとして、最後に選手権として認定されているのは1957年のルー・テーズとエドワード・カーペンティアの一戦（詳しくは「世界ヘビー級王座（オマハ版）」を参照）で両者の試合は無効試合になる。

## 歴史
1901年、ジョージ・ハッケンシュミットは世界グレコローマン・ヘビー級王座決定トーナメントで優勝して世界で最初の世界王座を戴冠。ハッケンシュミットはパリで開催された幾つかのトーナメントや同じ年にサンクトペテルブルク、ハンブルク、エルバーフェルト、ベルリン（以上「ドイツ」）の大会でも優勝。
1902年9月4日、ハッケンシュミットはリバプールでトム・キャノンからヨーロッパ・グレコローマン・ヘビー級王座を獲得。
1904年1月30日、ロンドンでアーメド・マドラリを破り、世界ヘビー級王者であるという認定を勝ち取る。
1905年5月4日、ハッケンシュミットはニューヨーク州ニューヨークでアメリカ・キャッチ・ヘビー級王者のトム・ジェンキンスを破り、北米でも認定された世界ヘビー級王者に君臨。 
1908年4月3日、フランク・ゴッチはハッケンシュミットと対戦してハッケンシュミットが試合を途中放棄してゴッチが獲得。ゴッチは1913年4月1日に引退するまで5年近く王座を保持していた。これはブルーノ・サンマルチノ、ジム・ロンドス、ルー・テーズ、バーン・ガニア（すべて7年以上、王座を保持）、ボブ・バックランド（6年近く王座を保持）に次ぐ、史上6番目に長い世界ヘビー級王者であった。その後、ゴッチは王座決定戦の参加選手について、ガス・ショーンライン（アメリカス）とフレッド・ビールを推挙。
1914年3月13日、ミズーリ州カンザスシティで両者は対戦してアメリカスが勝利して第3代王者となった。5月7日、ミズーリ州カンザスシティでスタニスラウス・ズビスコが勝利してズビスコが第4代王者となった。その後、ズビスコはアメリカを出国して王座は空位となっている。
1915年1月8日、ゴッチの門下生であるチャーリー・カトラーはアメリカ・ヘビー級王者を主張するBFローラーと対戦して、これを破ると2月にゴッチが保持していた王座を主張。その後、ニューヨーク州ニューヨーク、ネブラスカ州オマハ、アイオワ州デモイン、イリノイ州シカゴなどの体育委員会で同王座に認定されている。7月5日、ゴッチの観戦する中でアメリカ・ヘビー級王者であるカトラーはジョー・ステッカーと対戦。ステッカーがカトラーを破り、世界最初に広範に認定されたヘビー級王者になった。
1916年12月11日、オマハでのジョン・オリン戦でステッカーが試合放棄によるカウントアウトによってオリンが奪取したとして、オリンは防衛戦を開始して、王座は2つ存在することになった。
1917年4月9日、ステッカーはオマハでアール・キャドックと対戦して破れる。5月2日にはシカゴでエド・ルイスがフランク・ゴッチがレフリーを務めるなかでオリンを破った。ルイスのほうはウラデック・ズビシュコと1917年から1919年の間に何度もタイトルを反復し合っている。6月5日、特にズビスコはサンフランシスコでの対戦ではノンタイトルマッチかつ3本勝負で1本のみでの勝利であったが王者を主張。7年4日、ボストンでの再戦ではルイスが勝利。12月22日、ニューヨークで開催された国際トーナメント決勝で両雄が激突してズビスコが勝利して王者を主張。
1918年2月8日、デモインでキャドックと対戦してキャドックが勝利。ところがズビスコは、その後も王者を主張。5月19日、ニューヨークでルイスに敗れる。6月21日、ルイスもデモインでキャドックに敗れているが王座を主張し続けた。
1919年3月21日、ニューヨークでズビスコがルイスを破って王座を奪取。したがってどの選手権が公式と見なされたか不明瞭で、ズビスコは3回の非公式王者、ルイスは2回の非公式王者になっていた。5月9日、ルイビルでステッカーが非公式王者のズビスコを破る。
1920年1月30日、ニューヨークでステッカーが非公式王者のルイスを破ることで、タイトルを統一することができた。
1921年1月14日、ステッカーがキャドックを破る。その間にキャドックはマーティン・プレスティナと選手権を行っており、プレスティナも王者を主張し続けていた。
1925年4月15日、スタニスラウス・ズビスコは王者のウェイン・マンを破って獲得。しかし、マンはミシガン州とイリノイ州で世界ヘビー級王者として認定され続けた。5月30日、ズビスコもセントルイスでステッカーに敗れる。
1926年3月11日、ステッカーはボストンでの試合直前に予定されていた挑戦者のジェーク・ブリスラーがジョー・マルセウィッツに交代したことを不服として試合を拒否。これに対して同地のプロモーターであったポール・バウザーは不戦勝としてマルセウィッツを王者に認定したが、ニューヨークのプロモーターであるジャック・カーリーがステッカーを引き続き王者として認定し続けた。8月2日、タルサでルイスがマルセウィッツを破る。
1928年2月2日、インディアナ州ミシガンシティでマンはルイスに版世界レスリング・ヘビー級選手権（ミシガン州 / イリノイ州）で敗れる。2月21日、王座はルイスがステッカーを破ったことで解決。
1929年1月4日、ガス・ソネンバーグはルイスを破って獲得。その後、管理団体のNational Boxing Association（全米ボクシング協会）のプロレス部門により、世界王者であるという認定は、実際のタイトル候補にふさわしい対戦者と王座戦を行っていると認識できなかったとして、7月に全米20州以上の体育協会とともにソネンバーグから王座を剥奪。王座決定戦でジム・ロンドスを破ったディック・シカットが1929年8月23日付けで王者に認定される。ところがソネンバーグは引き続き防衛戦を行っていた。
1930年1月、NBAから王座決定トーナメントへの出場を通告されているが、これも拒否する。12月10日、ソネンバーグはロサンゼルスでエド・ダン・ジョージと対戦して敗れる。
1931年4月13日、ルイスが再び獲得。ルイスは当時、AWA世界ヘビー級王者（ボストン版）でもあった。5月4日、カナダのケベック州モントリオールでのアンリ・ドグラー戦で反則負けを喫して王座を失う。しかし、ルイスはカリフォルニア州で引き続き世界レスリング・ヘビー級王者として認定されていた。11月2日、ルイスはシカゴで王者を主張していたズビスコ（世界レスリング・ヘビー級王者を広範にわたり、認定されていたと主張）を破ってイリノイ州でも認定されて論争を終わらせた。
1932年3月2日、フィラデルフィアでロンドスがシカットを破る。これがニューヨークとペンシルバニアの州体育委員会、旧NWAから世界ヘビー級王座（旧NWA版）として認定される。
1933年4月、カリフォルニア州でもチャンピオンとして認定される。一方のルイスは空位であったニューヨーク州体育委員会認定世界ヘビー級王座を1932年10月10日にジャック・シェリーを破って獲得。その後、ジム・ブラウニングが勝利すると、こちらもニューヨーク州とペンシルベニア州の州体育委員会によって、5月にはカリフォルニア州でも、王者として認定される。
1934年6月25日、世界ヘビー級王者（旧NWA版）のロンドスは、ニューヨークでニューヨーク州体育委員会認定世界ヘビー級王者のブラウニングを破った。
1935年2月27日、予定された防衛戦に現れなかったため、カリフォルニア州体育委員会によって剥奪されて空位となった。開催された国際トーナメントにも出場できなかったため、5月にロサンゼルスでは正式に承認が取り消される。王座はロサンゼルス版としてヴィンセント・ロペスが、7月24日に行われたトーナメント決勝でマンマウンテン・ディーンを破って認定されることで、またしても世界王座が分裂する。6月27日、ダノ・オマホニーがロンドスをボストンで破り、7月30日にボストンでジョージを破り、AWA世界ヘビー級王座（ボストン版）も獲得して誰もが認める世界統一レスリング・ヘビー級王者になる。
1936年3月2日、シカットはニューヨークでオマホニーを破ったが、AWA世界ヘビー級王座（ボストン版）はオマホニーを王者として認定し続けて、「議論の余地のない」ことであった世界王座をさらに分裂させた。4月25日、デトロイトでの世界選手権でアリ・ババがニューヨーク州体育委員会認定世界ヘビー級王座を獲得したが、4月29日にニューヨーク・タイムズはババがニューヨーク州体育委員会によって王者としては認められないことを発表。5月5日、マディソン・スクエア・ガーデンでババとシカットが王座を争うことが発表された。試合はババが勝利して王者として認定された。6月12日、ニューアークでデーヴ・レビンが挑戦して反則勝ちを治める。ババは引き続き王者を主張するが、6月26日にコロンバスでエベレット・マーシャルと選手権を行い敗れる。8月19日、レビンは世界ヘビー級王者（ロサンゼルス版）であったロペスを破って王座統一している。9月28日、ディーン・デットンがリングマガジン誌で真の世界ヘビー級王者として紹介される。これはフィラデルフィアでトーナメントが開催されて、決勝でレビンを破って優勝したためである。ところはカリフォルニア州では試合はワンフォールであるため王座認定上不服があるとし、レビンが引き続き王者として認定されている。9月30日、ロサンゼルスでレビンはビンセント・ロペスに敗れた。
1937年6月29日、ブロンコ・ナグルスキーがリングマガジン誌によって誰もが認める世界ヘビー級王者であると認められてを獲得したと紹介された後、8月11日にロサンゼルスでロペスを破り世界王者を統一した。
1938年11月18日、ロンドスが獲得。1947年1月28日に世界ヘビー級王者のまま引退。ロンドスは、この日にアルバート・ミルズ卿との防衛戦が最後の試合となった。ところがロンドスの引退後、世界ヘビー級王座は世界ヘビー級王座（旧NWA版）、NWA世界ヘビー級王座、ロサンゼルス・オリンピック・オーディトリアム世界ヘビー級王座（ロサンゼルス版）とまたしても分断の憂き目に会う。
1952年5月21日、テーズが3つ目のタイトルである世界ヘビー級王座（ロサンゼルス版）を獲得。これでテーズが誰もが認める世界ヘビー級王座になるための3つの王座を統合した。それは1948年7月20日にビル・ロンソンを破っての獲得した世界ヘビー級王座（旧NWA版）、ロンドスが返上後、空位となっていた王座の後進とされるNWA世界ヘビー級王座（1949年11月27日付けで授与された）、さらに、世界ヘビー級王座（ロサンゼルス版）である。最後の世界ヘビー級王座（ロサンゼルス版）はロンドスの引退後、ロサンゼルスでルーブ・ライト、ジョージ・ベッカー、エンリケ・トーレス、バロン・ミケーレ・レオーネと渡り歩くが、テーズがレオーネを破って獲得。
1956年3月15日、ホイッパー・ビリー・ワトソンがカウントアウトでテーズを破ってNWA世界ヘビー級王座を獲得。11月9日にテーズはワトソンからNWA世界ヘビー級王座を取り戻す。
1957年6月14日、イリノイ州シカゴでのエドワード・カーペンティアとの防衛戦で背中を負傷して試合を続けることができなくなり、防衛戦は無効になってテーズは破れることになった。NWAの規則では試合が無効との判定では王座を移動することはできないとなっていたため、カーペンティアはNWA世界ヘビー級王座はテーズに譲ったが、ネブラスカ州オマハとマサチューセッツ州ボストンで世界ヘビー級王座（NWAのオマハ版）として認定され続けた後、カリフォルニア州ロサンゼルスのワールド・ワイド・レスリング・アソシエイツ（WWWF）によって世界ヘビー級王者として認定された。こうして統一世界ヘビー級王座は終了して今日まで完全に統一されることはない。なお、世界ヘビー級王座（オマハ版）のは、後にAWA世界ヘビー級王座と統合された。7月24日、テーズはカナダのケベック州モントリオールで行われたタイトルマッチは反則となるが、再戦ではカーペンティアを破った。7月24日、王座は非公式であるが封印されて 、その系譜はNWA世界ヘビー級王座に引き継がれた。

## タイトル履歴
1956年11月9日までの間に合計28代の治世と3つの空位時期がある。1901年、世界で最初に認定された世界王者はジョージ・ハッケンシュミット。1905年5月4日、ハッケンシュミットはトム・ジェンキンスを破って初代王者に認定された。
エド・ルイスは4度の王者として君臨した記録、3073日で王座最多載冠合計日数の記録を保持している。ジム・ロンドスは2628日で王者最長載冠記録を保持している。スタニスラウス・ズビシュコは45日で王座最短統治の記録、46歳15日で獲得した最年長王者の記録を保持している。ジョー・ステッカーは22歳103日で獲得した最年少王者の記録を保持している。
ルイスからエドワード・カーペンティアまで争われて特に後者は彼にとっては最初で唯一のタイトルマッチであった。
| No. | Champion                     | Championship change | Championship change | Championship change                    | Reign statistics | Reign statistics | Notes | 備考                 |
| No. | Champion                     | Date                | Event               | Location                               | Reign            | Days             | Notes | 備考                 |
| --- | ---------------------------- | ------------------- | ------------------- | -------------------------------------- | ---------------- | ---------------- | --- | -------------------- |
| 1   | ジョージ・ハッケンシュミット | 1905年5月4日        | ハウス・ショー      | ニューヨーク州ニューヨーク             | 1                | 1,065            | それまでハッケンシュミットはヨーロッパにおいて王者として認定されていたが、全米王者のジェンキンスに勝利することで王者に君臨。 | [ 3 ]                |
| 2   | フランク・ゴッチ             | 1908年4月3日        | ハウス・ショー      | イリノイ州シカゴ                       | 1                | 1,824            | ハッケンシュミットの試合放棄によってゴッチが勝利。なお、王者の系譜では王座決定戦とされ、この試合に勝利したゴッチが初代王者とされている（詳しくは「歴代NWA世界ヘビー級王者」を参照）。 | [ 5 ] [ 23 ]         |
| ?   | 空位                         | 1913年4月1日        | ハウス・ショー      | ミズーリ州カンザスシティ               |                  |                  | Vacated due to Gotch's retirement. |                      |
| 3   | Americus                     | 1914年3月13日       | ハウス・ショー      | ミズーリ州カンザスシティ               | 1                | 55               | ゴッチ引退により、王座決定戦の指名試合で獲得。 |                      |
| 4   | スタニスラウス・ズビシュコ   | 1914年5月7日        | ハウス・ショー      | ミズーリ州カンザスシティ               | 1                | 147-176          | |                      |
|     | 空位                         | October 1914        |                     |                                        |                  |                  | 1914年10月に兵役により返上。 |                      |
| 5   | チャーリー・カトラー         | 1915年1月8日        | ハウス・ショー      | N/A                                    | 1                | 178              | 全米選手権者のベン・ローラーを破って4つの州委員会で王者に認定されているほか、歴代NWAの系譜で第4代王者に組み込まれる。 |                      |
| 6   | ジョー・ステッカー           | 1915年7月5日        | ハウス・ショー      | ネブラスカ州オマハ                     | 1                | 644              | ゴッチの立会いでカトラーを破って広範の王者に認定されているほか、歴代NWAの系譜で第5代王者に組み込まれる。 | [ 6 ]                |
| †   | ジョン・オリン               | 1916年12月11日      | ハウス・ショー      | マサチューセッツ州スプリングフィールド | 1                | 142              | ステッカーが試合放棄したため、オリンの勝利となったがステッカーは王者を主張。 |                      |
| 7   | アール・キャドック           | 1917年4月9日        | ハウス・ショー      | ネブラスカ州オマハ                     | 1                | 1,026            | オリンではなくステッカーに勝利して王者に認定されたほか、歴代NWAの系譜で第6代王者に組み込まれる。 | [ 24 ]               |
| †   | エド・ルイス                 | 1917年5月2日        | ハウス・ショー      | イリノイ州シカゴ                       | 1                | 34               | これはキャドックではなく、オリンに勝利して獲得したとされる。 |                      |
| †   | ウラデック・ズビシュコ       | 1917年6月5日        | ハウス・ショー      | カリフォルニア州サンフランシスコ       | 1                | 29               | ルイスから獲得。 |                      |
| †   | エド・ルイス                 | 1917年7月4日        | ハウス・ショー      | イリノイ州シカゴ                       | 1/2              | 625              | ズビシュコから獲得。 |                      |
| †   | ウラデック・ズビシュコ       | 1917年12月22日      | ハウス・ショー      | ニューヨーク州ニューヨーク             | 1/2              | 148              | ニューヨークの国際トーナメント決勝でルイスに勝利して王者を主張。 |                      |
| †   | ウラデック・ズビシュコ       | 1919年3月21日       | ハウス・ショー      | ニューヨーク州ニューヨーク             | 1/2/3            | 59               | ズビシュコに勝って王者を主張していたルイスを破って王者に認定。 |                      |
| †   | ジョー・ステッカー           | 1919年5月19日       | ハウス・ショー      | ケンタッキー州ルイビル                 | 2                | 256              | ズビシュコから獲得。 |                      |
| 8   | ジョー・ステッカー           | 1920年1月30日       | ハウス・ショー      | ニューヨーク州ニューヨーク             | 2                | 318              | 王者を主張していたルイスを破って王座統一。7月4日に王者に認定されて歴代NWAの系譜で第7代王者の記録に組み込まれる。 | [ 25 ]               |
| 9   | エド・ルイス                 | 1920年12月13日      | ハウス・ショー      | ニューヨーク州ニューヨーク             | 1                | 144              | 歴代NWAの系譜で第8代王者の記録に組み込まれる。 | [ 26 ] [ 27 ]        |
| 10  | スタニスラウス・ズビシュコ   | 1921年5月6日        | ハウス・ショー      | ニューヨーク州ニューヨーク             | 2                | 301              | 歴代NWAの系譜で第9代王者の記録に組み込まれる。 | [ 28 ] [ 29 ]        |
| 11  | エド・ルイス                 | 1922年3月3日        | ハウス・ショー      | カンザス州ウィチタ                     | 2                | 1,042            | 歴代NWAの系譜で第10代王者の記録に組み込まれる。 | [ 30 ] [ 31 ]        |
| 12  | ウェイン・マン               | 1925年1月8日        | ハウス・ショー      | カンザス州ウィチタ                     | 1                | 97               | 歴代NWAの系譜で第11代王者の記録に組み込まれる。 | [ 32 ]               |
| 13  | スタニスラウス・ズビシュコ   | 1925年4月15日       | ハウス・ショー      | ペンシルベニア州フィラデルフィア       | 3                | 45               | ズビシュコが勝利したが、ミシガン州とイリノイ州では引続きマンを王者に認定。ズビシュコの勝利は歴代NWAの系譜で第12代王者の記録に組み込まれる。 | [ 7 ]                |
| 14  | ジョー・ステッカー           | 1925年5月30日       | ハウス・ショー      | ミズーリ州セントルイス                 | 3                | 997              | 歴代NWAの系譜で第13代王者の記録に組み込まれる。 | [ 33 ] [ 34 ]        |
| 15  | エド・ルイス                 | 1928年2月21日       | ハウス・ショー      | ミズーリ州セントルイス                 | 3                | 318              | 1928年2月2日にルイスはすでにマンに勝利して王座統一になった。歴代NWAの系譜で第14代王者の記録に組み込まれる。 | [ 8 ]                |
| 16  | ガス・ソネンバーグ           | 1929年1月4日        | ハウス・ショー      | マサチューセッツ州ボストン             | 1                | 705              | ソネンバーグの防衛戦が挑戦者の質から、タイトルマッチにふさわしくないとして7月に剥奪されたというが、ソネンバーグはタイトルマッチを継続したほか、歴代NWAの系譜で第15代王者の記録に組み込まれる。 | [ 9 ]                |
| 17  | エド・ダン・ジョージ         | 1930年12月10日      | ハウス・ショー      | カリフォルニア州ロサンゼルス           | 1                | 124              | 王者を主張したソネンバーグを破って獲得とされた。ジョージはボストン版世界王座も獲得。歴代NWAの系譜で第16代王者の記録に組み込まれる。 |                      |
| 18  | エド・ルイス                 | 1931年4月13日       | ハウス・ショー      | カリフォルニア州ロサンゼルス           | 4                | 1,569            | 5月にはボストン版AWA世界王座も獲得したり（後にジョージに奪われる）、王者を主張していたズビシュコにも勝利してカリフォルニア州委員会ほかの王者に認定と合わせて、イリノイ州委員会からも王者に認定されるほか、1932年10月10日にはニューヨーク州体育委員会認定世界王座も獲得。                                          | [ 10 ]               |
| 19  | ダノ・オマホニー             | 1935年7月30日       | ハウス・ショー      | マサチューセッツ州ボストン             | 1                | 216              | 1929年1月にソネンバークが獲得した王座を7月に剥奪して新に発足した王者のシカットと世界ヘビー級王座は、ロンドスをへてオマホニーに渡る。ここの記録にはダン・ジョージを破って獲得したAWA世界ヘビー級王座 (ボストン版)第7代でのスコアが組み込まれている。この試合により、分裂していた王座の幾つかが王座統一されている。 | [ 12 ]               |
| 20  | ディック・シカット           | 1936年3月2日        | ハウス・ショー      | ニューヨーク州ニューヨーク             | 1                | 54               | オマホニーを破って王者となったが、ボストン版が王座移動を認められず、そのままシカットが王者に認定され続けられた。歴代NWAの系譜で第20代王者の記録に組み込まれる。 | [ 35 ]               |
| 21  | アリ・ババ                   | 1936年4月25日       | ハウス・ショー      | ミシガン州デトロイト                   | 1                | 48               | この1戦ではニューヨーク州体育委員会認定世界王座について王座移動が認められなかった。1936年5月5日にババはシカットとの再戦に勝利して王者になった。歴代NWAの系譜で第21代王者の記録に組み込まれる。 | [ 13 ] [ 14 ] [ 15 ] |
| 22  | デーヴ・レビン               | 1936年6月12日       | ハウス・ショー      | ニュージャージー州ニューアーク         | 1                | 109              | 反則勝ちであったので、ババは王座移動の無効を主張。 | [ 36 ]               |
| 23  | ディーン・デットン           | 1936年9月29日       | ハウス・ショー      | ペンシルベニア州フィラデルフィア       | 1                | 273              | 王座決定トーナメントとされ、決勝でレビンを破ったデットンが優勝して雑誌で真の王者と紹介されるが、カリフォルニア州では判定の不備により、レビンが王者に認定され続ける。 | [ 37 ]               |
| 24  | ブロンコ・ナグルスキー       | 1937年6月29日       | ハウス・ショー      | ミネソタ州ミネアポリス                 | 1                | 507              | ナグルスキーが王者として雑誌で紹介される。1937年8月11日にロサンゼルスで、王者を主張していたレビンに勝利していたロペスを破って王座統一。 | [ 16 ]               |
| 25  | ジム・ロンドス               | 1938年11月18日      | ハウス・ショー      | ペンシルベニア州フィラデルフィア       | 1                | 2,628            | ロンドスは引退するまで王座を保持し続ける。 | [ 17 ]               |
|     | 空位                         | 1946年1月28日       | ハウス・ショー      | コロラド州デンバー                     |                  |                  | ロード・アルバート・ミルズ戦。これを最後に王者のロンドスが引退により、返上して空位となる。 |                      |
| 26  | ルー・テーズ                 | 1952年5月21日       | ハウス・ショー      | カリフォルニア州ロサンゼルス           | 1                | 1,394            | シカットが1929年に王者に認定された世界王座を1948年にビル・ロンソンから獲得。1949年11月27日に空位となっていた統一王座もテーズに授与され、NWA認定世界ヘビー級王座となる。。バロン・ミケーレ・レオーネが保持していたロサンゼルス版世界王座を獲得して王座統一。                                                       |                      |
| 27  | ホイッパー・ビリー・ワトソン | 1956年3月15日       | ハウス・ショー      | カナダ・オンタリオ州トロント           | 1                | 239              | カウントアウトにより勝利してNWA世界ヘビー級王座を獲得。 | [ 21 ]               |
| 28  | ルー・テーズ                 | 1956年11月9日       | ハウス・ショー      | ミズーリ州セントルイス                 | 2                | 257              | NWA世界ヘビー級王座を獲得。 |                      |
|     | Deactivated                  | 1957年7月24日       | ハウス・ショー      | カナダ・ケベック州モントリオール       |                  |                  | カーペンティアとの1戦がテーズの負傷により無効試合になる。このためNWA王座は移動せず王者はテーズのまま。一方のカーペンティアは統一世界王座ではなく、これにより新にオマハ版世界ヘビー級王座を創設して初代王座として認定され、統一世界王座の歴史は幕を閉じた。                                                        |                      |

## 系譜
さまざまなプロモーションが認定している世界ヘビー級王座の本拠であり、その起源は世界レスリング・ヘビー級王座にまでさかのぼることができる。

### NWA世界ヘビー級王座
起源は卓越したレスリング王座として当該の世界王座の地位を引き継ぎ、その系統を主張。その他の世界王座のほとんどはすべて北米を拠点としており、そしてNWAから生みだされた。日本、メキシコ、米国の独立系プロレス団体での「世界」ヘビー級王座は、新たなプロモーションが開始されたのに伴って、新たに創設されたものである。

### AWA世界ヘビー級王座
起源はNWAのミネソタメンバーのプロモーターらがNWAから脱退して、AWAを設立した後に1960年5月に創設された。最初の王者はパット・オコーナーであったが、オコーナーは1959年1月9日にNWA世界ヘビー級王座を獲得した後、AWAがNWAから離脱したことで認定されたもの。 NWA世界ヘビー級王座と一緒にAWA世界ヘビー級王座も創設することは、その後他のレスリングプロモーションで以降多くの世界王座を創設する道を開くことになる。AWAとタイトルは1990年に休止し、組織は1991年に正式に閉鎖され、タイトルも廃止された。

### WWWF世界ヘビー級王座
起源はキャピトル・レスリング・コーポレーションがNWAを離れてWWWF（現：WWE）になった一件からで、NWA世界ヘビー級王座にまでさかのぼることができる。これはWWWFがある秋の試合でバディ・ロジャースを破ったルー・テーズをNWA世界ヘビー級王者として認定することを拒否したことからであったが、WWWFの所有者はWWWF世界ヘビー級王座（現：WWE王座）を創設し、ロジャースにブラジルでの（黙示録的な）トーナメントで優勝したとしてチャンピオンベルトを授与。彼は1か月後の1963年5月17日に試合直前に心臓発作を起こし、ブルーノ・サンマルチノに敗れチャンピオンシップを失ったが、ロジャーズの状態を考慮し試合は1分は続くように仕向けられた。サンマルチノはイワン・コロフに敗れるまで7年8か月（2803日）タイトルを保持、男子レスリング史上最長の継続的世界選手権者となる。

### WCW世界ヘビー級王座
起源は1991年1月11日に行われた試合にさかのぼる。そこではリック・フレアーがNWA世界ヘビー級王者としてスティングを破るが、1991年の初めにWCWがNWAを封印したとき、フレアは最初のWCW世界ヘビー級王者として認定される。WCW国際世界ヘビー級王座は鞍替えしたフレアのNWA世界ヘビー級王座で、WCW国際世界ヘビー級王座として認定され続けた1993年のWCWのNWAとの最終分割の事件にまでさかのぼることができる。2つのタイトルは1994年6月に統一される。このタイトルは2001年にWWFがWCWを買収した後、WWFで一時的に擁護された後、 WWF世界ヘビー級王座に統合されて封印された。クリス・ジェリコがWWFの復讐2001でWCW世界ヘビー級王座とWWF王座と統合。

### ECW世界ヘビー級王座
起源は1994年にECWで新しいNWA世界ヘビー級王座を決定するために開催されたトーナメントに起因している。1994年8月27日、シェーン・ダグラスがトーナメントに参加して優勝するが、NWA世界ヘビー級王座を破棄して新しいECW世界ヘビー級王座（現：ECW王座）の創設を宣言。このイベントの後、ECWはNWAから撤退してExtreme Championship Wrestlingと改名した。このタイトルは、2001年のECWの破産と、その後のWWEによる買収の後に廃止されて 2006年から2010年にかけてWWEのブランドで再復活して競われたが最終的に封印された。

### 世界ヘビー級王座（WWE版）
起源はWWEが最初のブランド分割に続いて新たに世界ヘビー級王座（WWE版）を創設。当時WWEの「誰もが認める」チャンピオンのブロック・レスナーがSmackDownに独占的になり、RAWのメンバーであったナンバーワンの候補であるトリプルHとの対戦を拒否。トリプルHは新たに設立された王座を授与された。この王座はWWE王座を介して分割されたWCW世界ヘビー級王座の後継とされた。これはかつてWCW王座とNWA王座に使用されたものと同じビッグゴールドチャンピオンベルトで、WCWの前社長であるRAWのゼネラルマネージャーのエリック・ビショフによって授与された 。WWEは、その歴史が1905年に創設された王座にまで遡ると主張している。元の世界ヘビー級レスリング選手権のように、物理的なベルトにはWWEのロゴが付いていたが、タイトル前にプロモーションの名前は付いていなかった。 2013年12月15日にランディ・オートンによってWWE世界王座と再統一される。

### TNA世界ヘビー級王座
起源はTNAのTNA世界ヘビー級王座（現：TNA世界王座）も、世界ヘビー級王座にまでさかのぼることができる。TNAは2002年5月に結成されてNWAとのパートナーシップを確立。TNAがNWA世界ヘビー級王座とNWA世界タッグ王座を管理できるようにした。2002年6月19日、ケン・シャムロックがTNAによる最初のゴールドマッチであるPPVのガントレットで獲得した後にTNAは、この旗の下で最初のNWA世界ヘビー級王者を認定。2007年5月13日、当時のNWA世界ヘビー級王者であるクリスチャン・ケージが他のNWA加盟地域のレスラーからNWA世界ヘビー級王座戦を拒否した後、NWAはTNAとの関係を解消。そこで真新しいTNA世界ヘビー級王座は、2007年版のサクリファイスでケージとスティングを破ってカート・アングルが初優勝。しかし、このタイトルは元の世界ヘビー級王座への系譜を主張したり、リンクさせたりしてはいない。タイトルはTNAの複数のレスラーの間で保持されて現在はインパクト世界選手権（Impact WorldChampionship）として知られている。その後、プロレスリング・イラストレーテッド2015年8月号で世界選手権として認定しなくなることを発表。